# Хатидже-султан (дочь Селима I)
Хатидже́-султа́н (1496 — после 1536) — дочь османского султана Селима I Явуза от его первой жены Хафсы-султан, сестра Сулеймана I. Была названа в честь первой жены пророка Мухаммеда.

## Биография
В 1518 году вышла замуж за Искандер-пашу, но вскоре после свадьбы он умер, и Хатидже вернулась жить к матери. Когда в 1520 году, после смерти отца, Сулейман I стал султаном, она вместе с валиде-султан Айше Хафсой переехала в Стамбул.

## Брак с Паргалы Ибрагимом
Существует версия, что в 1524 году Хатидже вышла замуж за великого визиря Ибрагима-пашу. Свадебные торжества были очень пышными, длились 15 дней и стоили казне больших денег. Это вызвало недовольство среди янычар и впоследствии подтолкнуло их к бунту. Султан Сулейман подарил молодожёнам огромный дворец на ипподроме в Стамбуле. В 1536 году Ибрагим-паша был казнён по приказу султана Сулеймана.
Историки действительно упоминают свадьбу Ибрагима-паши и пышные торжества, однако ни один из современных источников не дает версии о том, что невеста была из султанской семьи. Хотя некоторые источники упоминают о том, что женой Ибрагима-паши могла быть сестра Сулеймана Кануни, имя её не называется. Вероятно, эти версии восходят к князю Кантемиру, а за ним и к Абдуррахманy Шерефу.
Имя Хатидже в связи с браком Ибрагима-паши впервые упоминается в XX веке историком Исмаилом Хаккы Узунчаршилы, однако сам автор быстро опроверг версию о браке Ибрагима и Хатидже.
Трое детей, приписываемых браку Хатидже и Ибрагима, на самом деле являются сыном Ибрагима и двумя дочерьми Хатидже.

## Семья
С уверенностью можно говорить только о наличии двух дочерей Хатидже: Ханым-султан (ум. 1582) и Фюлане-султан. Ханым-султан покоится в тюрбе Хюррем-султан.

## Смерть
Хатидже-султан умерла после 1536 года. Причина смерти доподлинно неизвестна. Хатидже-султан похоронена рядом с матерью в мавзолее мечети Селима Явуза.

## В кинематографе
- Хатидже-султан — одна из главных героинь популярного турецкого телесериала «Великолепный век». В сериале поддерживается версия о браке Хатидже и Ибрагима. Роль Хатидже исполняла Сельма Эргеч.